# Wilhelm Maybach
Wilhem Maybach (9 tháng 2 năm 1846 - 29 tháng 12 năm 1929) là một nhà tư bản công nghiệp người Đức.

## Tiểu sử và sự nghiệp
Sinh ra ở Heilbronn,Đức trong một gia đình có 6 anh chị em. Gia đình ông chuyển đến Stuttgart, khi mười tuổi, ông trở nên mồ côi cả cha lẫn mẹ.
Đáp lại một lời kêu gọi trên tờ báo "Stuttgarter Anzeiger", một tổ chức từ thiện nhận chăm sóc ông. Wilheim Maybach gia nhập trường Reutlinger Bruderhaus, nơi Gustav Werner, người sáng lập và là giám đốc trường rất ấn tượng và luôn ủng hộ tài năng kỹ thuật của cậu bé Maybach.
Năm 1865, Maybach gặp Gotlieb Daimler ở Reutlinger. Wilheim Maybach trở thành người cộng sự, người bạn thân thiết cho đến khi Daimler mất. Tháng 9 năm 1869, ông chuyển đến Karlsruhe cùng Daimler và tham gia vào công ty "Gasmotorenfabrik Deutz". Việc này cho phép ông nghiên cứu để thiết kế những động cơ đốt trong có tốc độ cao và trọng lượng nhẹ, thích hợp cả dưới nước và trên cạn.
Năm 1882, Daimler rời Gasmotorenfabrik Deutz và cùng Maybach đến làm việc cho Cannstatt. Năm 1885, một động cơ mới được lắp vào một chiếc xe bằng gỗ, và một năm sau đó là chiếc xe ngựa. Wilheim Maybach nhanh chong nhận ra rằng ông không thể chỉ bằng lòng với việc lắp động cơ cho xe ngựa.
Tại triển lãm World Exhibition tại Paris năm 1889, Maybach giới thiệu chiếc xe bánh sắt đầu tiên, và đó được coi là ngày sinh của nền công nghiệp ô tô Pháp. Tháng 11 năm 1890, khi Daimler thành lập Motoren-Gesellschaft cùng Duttenhofer và Lorenz, Maybach được mời làm kỹ sư trưởng. Tuy nhiên vì những bất đồng trong hợp đồng, ông rời công ty ngay tháng 2 năm 1891.
Một năm rưỡi sau đó, Maybach tiếp tục nghiên cứu trong căn hộ của ông với sự trợ giúp tài chính của Daimler. Tháng 11 năm 1895, Maybach trở lại DMG với cương vị kỹ sư trưởng. Ông thiết kế bộ tản nhiệt hình ống với quạt, sau đó là bộ tản nhiệt tổ ong. Những hệ thống làm mát hiệu quả này được coi là mở ra con đường phát triển của ngành công nghiệp ô tô hiện đại. Từ đó, "Ông vua thiết kế" như người Pháp gọi ông, đi từ thành công này đến thành công khác. Ông đã thiết kế chiếc động cơ ô tô 4 xy lanh đầu tiên, và sau đó là một thế hệ 5 chiếc động cơ từ 6 đến 23 mã lực.
Thành công lớn nhất của ông, chiếc Mercedes đầu tiên ra đời sau khi Daimler mất, đã gây ra một sự náo loạn tại triển lãm "Nice week" vào tháng 3 năm 1901. Đó là chiếc xe vượt hẳn lên mọi thứ đã từng được sản xuất ở DMG trước đó, là dấu chấm hết cho kỷ nguyên xe ngựa trong ngành công nghiệp ô tô. Phải nói thêm rằng chiếc xe này ra đời nhờ sự ủng hộ rất lớn của Emil Jellinek. Cái tên Mercedes được đặt theo tên con gái của Jellinek.
Khi chiếc phi cơ Zeppelin LZ4 bị phá hủy trong một cơn bão ở Echterdingen tháng 8 năm 1908, Maybach được đề nghị thiết kế một động cơ mới tiên tiến hơn cho chiếc Count Zeppelin. Kết quả là cha con Maybach thành lập công ty "Luftfahrzeug-Motorenbau-GmbH Bissinger". Karl Maybach, con trai của Wilheim Maybach làm giám đốc kỹ thuật.
Năm 1912, hãng đổi tên thành "Luftfahrzeug-Motoren-GmbH" và chuyển đến Friedrichshafen. Tuy cùng sở hữu 20% cổ phần, nhưng Maybach giao hết việc kinh doanh cho con trai. Sau năm 1922, những chiếc xe sang trọng liên tục ra đời tại Friedrichshafen. Một trong những điểm sáng trong thời kỳ này là chiếc Maybach 12DS 1929, chiếc xe đầu tiên gắn động cơ V12, và cùng với thành công của Zeppelin, đó được coi là câu trả lời cho Rolls-Royce của người Anh.
Wilheim Maybach mất ngày 29 tháng 12 năm 1929.